# Прибузька сільська рада (Вітовський район)
Прибу́зька сільська́ ра́да — адміністративно-територіальна одиниця та орган місцевого самоврядування у Вітовському районі Миколаївської області. Адміністративний центр — село Прибузьке.

## Загальні відомості
- Населення ради: 1 633 особи (станом на 2001 рік)

## Населені пункти
Сільській раді підпорядковані населені пункти:
- с. Прибузьке
- с-ще Степова Долина

## Склад ради
Рада складається з 14 депутатів та голови.
- Голова ради: Карунський Володимир Миколайович
- Секретар ради: Пономаренко Ніна Миколаївна

### Керівний склад попередніх скликань
| Прізвище, ім'я, по батькові      | Основні відомості                                            | Дата обрання | Дата звільнення |
| -------------------------------- | ------------------------------------------------------------ | ------------ | --------------- |
| Шапар Сергій Григорович          | Сільський голова, 1954 року народження, член Народної партії | 26.03.2006   | 31.10.2010      |
| Карунський Володимир Миколайович | Сільський голова, 1957 року народження, освіта вища          | 31.10.2010   |                 |

Примітка: таблиця складена за даними сайту Верховної Ради України

### Депутати
За результатами місцевих виборів 2010 року депутатами ради стали:

#### За суб'єктами висування
| Суб'єкт висування                 | Кількість обраних депутатів | %    |
| --------------------------------- | --------------------------- | ---- |
| Самовисування                     | 15                          | 93,8 |
| Політична партія «Сильна Україна» | 1                           | 6,3  |

#### За округами
| № округу                          | Прізвище, ім'я, по батькові        | Дата визнання обраним | Освіта             | Партійна приналежність                  | Відомості про обраного депутата             |
| --------------------------------- | ---------------------------------- | --------------------- | ------------------ | --------------------------------------- | ------------------------------------------- |
| Політична партія «Сильна Україна» |                                    |                       |                    |                                         |                                             |
| 9                                 | Братченко Олена Олександрівна      | 04.11.2010            | вища               | член Політичної партії «Сильна Україна» | Прибузька сільська бібліотека, бібліотекар  |
| Самовисування                     |                                    |                       |                    |                                         |                                             |
| 1                                 | Тимощук Людмила Ігорівна           | 04.11.2010            | середня спеціальна | позапартійна                            | домогосподарка                              |
| 2                                 | Тютюник Людмила Олександрівна      | 04.11.2010            | вища               | позапартійна                            | ЗАТ «Лакталіс», агент по заготівлі сировини |
| 3                                 | Бегас Інна Ярославівна             | 04.11.2010            | середня спеціальна | позапартійна                            | Прибузький ДНЗ, кухар                       |
| 4                                 | Борова Галина Петрівна             | 04.11.2010            | вища               | позапартійна                            | Прибузька сільська рада, секретар           |
| 5                                 | Єлісєєва Валентина Іванівна        | 04.11.2010            | вища               | позапартійна                            | Прибузький ДН, вихователь                   |
| 6                                 | Слободянюк Віталій Федосійович     | 04.11.2010            | середня спеціальна | позапартійний                           | тимчасово не працює                         |
| 7                                 | Давидова Альона Анатоліївна        | 04.11.2010            | середня спеціальна | позапартійна                            | Прибузька загальноосвітня школа             |
| 8                                 | Астапович Надія Миколаївна         | 04.11.2010            | вища               | позапартійна                            | Жовтневий відділ зв'язку, листоноша         |
| 10                                | Карунська Світлана Антонівна       | 04.11.2010            | вища               | позапартійна                            | Прибузька сільська рада, головний бухгалтер |
| 11                                | Шевчук Людмила Вікторівна          | 04.11.2010            | вища               | позапартійна                            | Прибузька сільська рада, землевпорядник     |
| 12                                | Твердохліб Олександр Володимирович | 27.01.2014            | середня            | позапартійний                           | ФГ «Росток 206», механік                    |
| 13                                | Єгоров Віктор Васильович           | 04.11.2010            | вища               | позапартійний                           | одноосібник                                 |
| 14                                | Терлецький Олександр Леонідович    | 04.11.2010            | середня            | позапартійний                           | МЧС, водій                                  |
| 15                                | Сторожук Сергій Миколайович        | 04.11.2010            | вища               | позапартійний                           | Прибузька загальноосвітня школа, вчитель    |
| 16                                | Панфілова Наталія Сергіївна        | 04.11.2010            | вища               | позапартійна                            | Жовтнева РДА, головний спеціаліст           |

## Населення
Згідно з переписом УРСР 1989 року чисельність наявного населення села становила 3044 особи, з яких 1524 чоловіки та 1520 жінок.
За переписом населення України 2001 року в селі мешкало 1612 осіб.

### Мова
Розподіл населення за рідною мовою за даними перепису 2001 року:
| Мова       | Відсоток |
| ---------- | -------- |
| українська | 90,14 %  |
| російська  | 8,57 %   |
| білоруська | 0,49 %   |
| молдовська | 0,43 %   |
| вірменська | 0,24 %   |
| болгарська | 0,06 %   |
| румунська  | 0,06 %   |